# Системное заболевание
Систе́мное заболева́ние — заболевание, поражающее ряд органов и тканей или поражающее организм в целом.

## Примеры
- Мастоцитоз, включая синдром активации тучных клеток и эозинофильный эзофагит
- Синдром хронической усталости
- Системный васкулит, например СКВ, УПА
- Саркоидоз — заболевание, поражающее в основном легкие, головной мозг, суставы и глаза, чаще всего встречающееся у молодых афроамериканок.
- Гипотиреоз — когда щитовидная железа вырабатывает слишком мало гормонов щитовидной железы.
- Сахарный диабет — нарушение баланса уровня глюкозы (сахара) в крови.
- Фибромиалгия
- Надпочечниковая недостаточность — когда надпочечники не производят достаточного количества стероидных гормонов.
- Целиакия — аутоиммунное заболевание, вызванное употреблением глютена, которое может поражать несколько органов и вызывать различные симптомы или протекать полностью бессимптомно[2].
- Язвенный колит — воспалительное заболевание кишечника
- Болезнь Крона — воспалительное заболевание кишечника
- Гипертония — высокое кровяное давление
- Метаболический синдром
- СПИД — заболевание, вызванное ВИЧ, который травмирует иммунную защиту организма.
- Болезнь Грейвса — заболевание щитовидной железы, чаще всего у женщин, которое может вызвать зоб (отек передней части шеи) и выпученные глаза.
- Системная красная волчанка — заболевание соединительной ткани, поражающее преимущественно кожу, суставы и почки.
- Ревматоидный артрит — воспалительное заболевание, поражающее в основном суставы. Но также может поражать кожу, глаза, легкие и рот человека.
- Атеросклероз — уплотнение артерий
- Серповидноклеточная анемия — наследственное заболевание крови, которое может блокировать кровообращение во всем организме, в первую очередь поражающее людей из стран к югу от Сахары.
- Миастения
- Системный склероз
- Синусит
- Синдром Шегрена — аутоиммунное заболевание, которое в первую очередь поражает слезные и слюнные железы, но также влияет на другие органы, такие как легкие, почки, печень и нервная система.

## Обнаружение
Регулярный осмотр глаз может сыграть роль в выявлении признаков некоторых системных заболеваний. «Глаз состоит из многих различных типов тканей. Эта уникальная особенность делает глаз восприимчивым к широкому спектру заболеваний, а также позволяет получить представление о многих системах организма. Почти любая часть глаза может дать важную информацию о диагностика системных заболеваний. Признаки системного заболевания могут быть видны на внешней поверхности глаза (веки, конъюнктива и роговица), в средней части глаза и на задней части глаза (сетчатке)».
Начиная с 500 года до н. э. некоторые исследователи считали, что физическое состояние ногтей на руках и ногах может свидетельствовать о различных системных заболеваниях. Тщательное исследование ногтей на руках и ногах может дать ключ к пониманию лежащих в их основе системных заболеваний, поскольку было обнаружено, что некоторые заболевания вызывают нарушения процесса роста ногтей. Ногтевая пластина — это твердое кератиновое покрытие ногтя. Ногтевая пластинка образована матриксом ногтя. расположенные непосредственно под кутикулой. По мере роста ногтя область, наиболее подверженная воздействию внешнего мира (дистальная), образует более глубокие слои ногтевой пластины, а часть матрикса ногтя, расположенная глубже внутри пальца (проксимальная), образует поверхностные слои. Любое нарушение этого процесса роста может привести к изменению формы и текстуры.
Например, ямки выглядят как углубления в твердой части ногтя. Коррозия может быть связана с псориазом, поражающим 10-50 % пациентов с этим заболеванием Точечная коррозия также может быть вызвана различными системными заболеваниями, включая реактивный артрит и другие заболевания соединительной ткани: саркоидоз, пемфигус, очаговая алопеция и недержание пигмента.. Поскольку точечная коррозия вызвана дефектным отслоением поверхностной ногтевой пластины от проксимального валик ногтя, любой локализованный дерматит (например, атопический дерматит или химический дерматит), которые нарушают упорядоченный рост в этой области, также могут вызывать точечную коррозию.